# ماجد الديني
ماجد الديني (مواليد 31 يناير 1995) في مكة، السعودية، هو لاعب كرة قدم سعودي يلعب في نادي الحوراء.

## مسيرة اللاعب
لعب لنادي الوحدة ونادي الانتصار ونادي الشعلة ونادي جدة ونادي نيوم ونادي الحوراء.